# Квочур Анатолій Миколайович
Квочур Анатолій Миколайович (16 квітня 1952 — 15 квітня 2024) — радянський і російський льотчик; Заслужений льотчик-випробувач СРСР. Герой Росії (1992).

## Життєпис
Народився 16 квітня 1952 року в селі Мазурівка Чернівецького району Вінницької області Української РСР.
Після закінчення школи в 1969 році поступив в Єйське вище авіаційне училище льотчиків. Після закінчення училища в 1973 році почав службу пілотом в авіаційних частинах ВВС Групи радянських військ у Німеччині. За два роки він став командиром ланки винищувачів-бомбардувальників.
У 1975 році командування написало рекомендаційний листи для вступу в Школу льотчиків-випробувачів, яку він закінчив у 1978 році. У 1977 році Анатолій Квочур звільнений з лав Збройних Сил СРСР. У 1981 році Анатолій Квочур закінчив Московський авіаційний інститут. З 1978 року по 1981 Анатолій Квочур працював льотчиком-випробувачем на авіаційному заводі в Комсомольську-на-Амурі, де проводив випробування серійних Су-17 і його модифікацій.
У 1981 році Анатолій Квочур був переведений в ОКБ імені А. І. Мікояна. В ОКБ він брав участь у випробуваннях літаків МіГ-29 і МіГ-31, випробуваннях ракет класів «повітря-повітря», «повітря-поверхня», випробуваннях палубного винищувача МіГ-29К, у тому числі з випробуваннями систем авіаносця «Адмірал Кузнєцов», а також у випробуваннях новітніх зразків літаків МіГ.
У 1988 році на авіаційному салоні в Фарнборо Анатолій Квочур вперше показав фігуру вищого пілотажу «дзвін».
8 червня 1989 на міжнародному авіасалоні в Ле-Бурже (Франція) під час демонстрації вищого пілотажу розбився новітній радянський винищувач МіГ-29. Льотчик-випробувач Анатолій Квочур встиг катапультуватися.
У 1991 році Анатолій Квочур перейшов на роботу в Льотно-дослідний інститут як льотчик-випробувач та начальник лабораторії ергономіки. У 1996 році він став заступником начальника інституту з оборонної тематики.
У 1999 році закінчив Академію державної служби при Президенті Російської Федерації.

## Нагороди та відзнаки
- Герой Російської Федерації (17 листопада 1992) — за мужність і героїзм, проявлені при випробуванні, доведенню та освоєнні нових зразків авіаційної техніки
- Орден «За заслуги перед Вітчизною» III ступеня (15 січня 1998)
- Орден Трудового Червоного Прапора (1988)
- Звання «Заслужений льотчик-випробувач СРСР» (1990)

## Родинні зв'язки
- Батько — Квочур Микола Петрович (1918 р.нар.), агроном, працював на колгоспних полях, останні кілька років на — скотарській фермі.
- Мати — Квочур (Грабченкова) Федора Марківна (1926 р.нар.), агроном, працювала начальником сільського вузла зв'язку.
- Дружина — Квочур (Григоренко) Валентина Михайлівна (1953—1995), за професією і покликанням педагог, трагічно загинула в автомобільній катастрофі.
- Дочка — Квочур Ірина Анатоліївна (1978 р. нар.), закінчила Інститут іноземних мов імені М. Тореза.
- Син — Квочур Олександр Анатолійович (1986 р.нар.), дворазовий рекордсмен світу, член збірної РФ з парашутного спорту, переможець Кубка світу, багаторазовий чемпіон Росії.
- Онуки: Іван та Станіслава.